# Ana Inés Larre Borges
Ana Inés Larre Borges (* 16. August 1956 in Montevideo, Uruguay) ist eine uruguayische Literaturkritikerin, Übersetzerin und Herausgeberin.
Ein 1976 begonnenes und 1981 erfolgreich beendetes Literaturstudium am Instituto de Profesores Artigas vertiefte Larre Borges postgradual von 1981 bis 1982 in Spanien am Instituto de Cooperación Iberoamericana und der Universität Málaga.
Im kulturjournalistischen Bereich arbeitete sie zunächst für die Zeitung Sincensura und publizierte im Correo de los Viernes. 1982 nahm sie eine Tätigkeit in der Forschungsabteilung der Nationalbibliothek Uruguays auf und ist seit März 2010 Direktorin der Zeitschrift der Bibliothek, in der sie zuvor bereits lange Zeit veröffentlichte. Larre Borges leitet überdies den Verlag Cal y Canto und ist zudem Literaturkritikerin der Brecha.
Sie schrieb zahlreiche Essays über die uruguayische Erzählkunst, wie beispielsweise Felisberto Hernández: una conciencia filosófica, Onetti: Jacob y el otro, el relato como duelo oder Las velades del fogón. 1998 verfasste sie den Prolog von Richard Burton en el Uruguay und übersetzte das Werk. Zu ihren zahlreichen weiteren Übersetzungen gehört El diario de Jasmina. Testimonio intimo de una mujer sobre la guerra de Kosovo aus dem Jahr 1999. 2001 wurde sie mit der von der Cámara Uruguaya del Libro (CUDL) verliehenen Legión del Libro ausgezeichnet.